# Vila fortificada de Tuïr

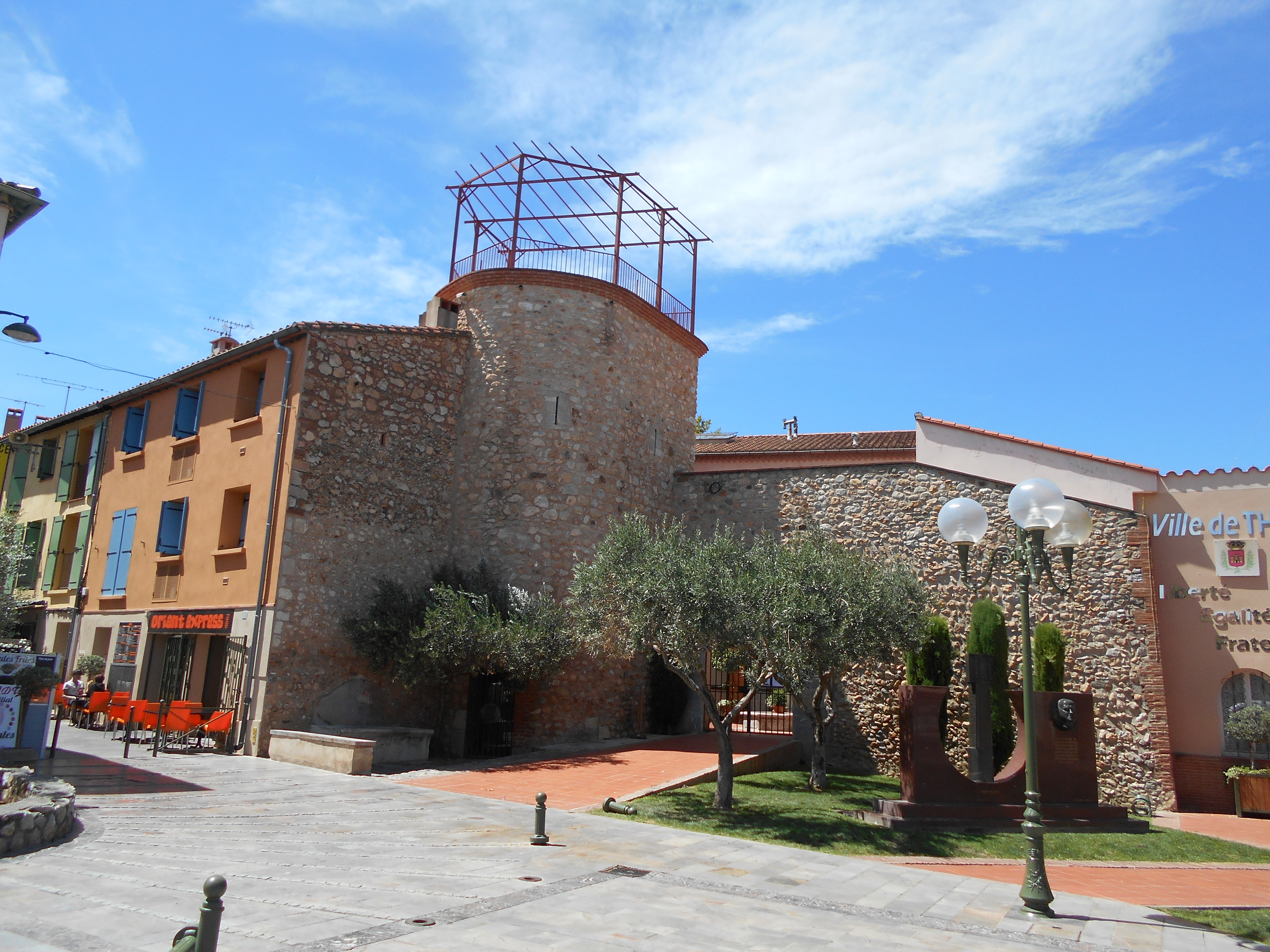

La Vila fortificada de Tuïr és la vila murada, fortificada, medieval d'estil romànic de la vila de Tuïr, a la comarca del Rosselló, Catalunya Nord.
Envoltava la totalitat del poble vell, amb la cellera primigènia en el seu interior, formant un doble clos: al bell mig, el de la cellera, que data dels segles xi i xii, i a l'exterior, pràcticament concèntric i paral·lel, el de la vila medieval del segle xiii, com s'aprecia perfectament en els ortofotomapes.

## Història
El primer document que esmenta Tuïr és del 953, quan hi ha una donació a Sant Miquel de Cuixà in villa Tecorio. Apareix en diversos documents més, sempre vinculant la vila als comtes de Cerdanya-Besalú, primer, i de Besalú després, fins a l'any 1111, quan aquest comtat quedà unit al de Barcelona. Tuïr anava unit al Vallespir i a l'Alt Rosselló, en aquell moment. Des del 1111 foren senyors els comtes-reis de la casa de Barcelona, que arribaren a tenir residència a Tuïr, al castell de la vila. Tot i la cessió de la major part de les terres rosselloneses i vallespirenques a Guillem Udalgar III, vescomte de Castellnou, i a la seva muller Ermessenda, Ramon Berenguer III es reservà el domini directe de Tuïr, Arles de Tec i Prats de Molló.
No fou fins al 1429 que Tuïr marxà del senyoriu directe del comte-rei; aquell any, Alfons IV el Magnànim cedí el senyoriu de Tuïr al vescomte Ramon de Perellós, en recompensa als seus serveis a Sardenya, Nàpols i la costa africana. Aquesta donació provocà grans protestes dels vilatans, que posaren un plet al mateix rei, ja que Jaume I el Conqueridor havia promès, l'any 1243, no alienar mai el domini de la vila. El plet fou guanyat, i la donació al vescomte de Perellós, revocada.
El 1542, Tuïr va ser cremat per les tropes del delfí Enric de França, amb la qual cosa desaparegueren els arxius de la vila. Això fou el pretext per a una forta reforma del règim municipal: els cònsols de la vila passaren de ser elegits, a ser nomenats per insaculació. El 1667 Lluís XIV de França donà Tuïr i Toluges a Josep de Margarit i de Biure, marquès d'Aguilar, tot i la forta oposició dels ciutadans de Tuïr, però el 1669 es va veure obligat a revocar la decisió, i els drets senyorials de la vila foren venuts als cònsols i ciutadans per 16.800 lliures; el rei es reservava només la jurisdicció (alta, mitjana i baixa). El 1751 es creà el càrrec de governador de Tuïr, que fou atribuït al senyor de Vivers. Això suscità una nova polèmica, ara amb el senyor de Llor. El senyor de Vivers obtingué finalment la cessió de les justícies, fins a aquell moment privilegi reial, però la Revolució Francesa va suposar la fi de l'Antic Règim. La Guerra Gran suposà un altre episodi rellevant per a Tuïr: a mitjan 1793 les tropes del general espanyol Ricardos ocupà Tuïr, i hi feu una encesa proclama.

## La vila fortificada
En el traçat urbanístic de Tuïr és on aprecia més bé el traçat dels closos murallats. El primer, dels segles xi i xii, encerclava la cellera, i tenia una forma molt arrodonida. Del primer recinte murallat només en queden vestigis a l'interior de les cases que en el seu moment van aprofitar les muralles més antigues com a elements constructius.
El 1286 es van emprendre les feines de construcció del segon recinte murallat. Fou Jaume II de Mallorca qui manà als cònsols de la vila l'erecció de noves muralles, que encloguessin la vila que havia anat creixent a l'entorn de la primitiva cellera. Feu reparar i emmerletar la muralla interior, la més antiga, i feu construir la nova muralla, amb fossat i torres de defensa. El nou recinte prengué una forma de polígon irregular, eixamplant l'antiga cellera, que quedà al bell mig del nou recinte. Els segles posteriors encara van veure reparacions i petites modificacions, d'aquesta muralla.
Pels documents que s'han conservat, sabem que Tuïr tenia les portes del Trony, o de Perpinyà, de Llupià, dels Molins, del Prat, de Santa Coloma i de Sant Pere. S'han conservat bastants fragments dispersos, de la muralla, així com almenys sis bestorres semicirculars. En canvi, no s'ha conservat cap dels portals, tot i que en resten alguns dibuixos del segle xix.
| Les muralles medievals de Tuïr | Les muralles medievals de Tuïr | Les muralles medievals de Tuïr | Les muralles medievals de Tuïr |
| ------------------------------ | ------------------------------ | ------------------------------ | ------------------------------ |
|                                |                                |                                |                                |
|                                |                                |                                |                                |

|  |  |  |  |
|  |  |  |  |

|  |  |  |  |
|  |  |  |  |